# Louisville (Ohio)
Louisville és una població dels Estats Units a l'estat d'Ohio. Segons el cens del 2000 tenia 8.904 habitants.

## Demografia
Segons el cens del 2000, Louisville tenia 8.904 habitants, 3.444 habitatges, i 2.465 famílies. La densitat de població era de 666,3 habitants per km².
Dels 3.444 habitatges en un 35,5% hi vivien nens de menys de 18 anys, en un 56,6% hi vivien parelles casades, en un 11,5% dones solteres, i en un 28,4% no eren unitats familiars. En el 24,2% dels habitatges hi vivien persones soles el 10,6% de les quals corresponia a persones de 65 anys o més que vivien soles. El nombre mitjà de persones vivint en cada habitatge era de 2,54 i el nombre mitjà de persones que vivien en cada família era de 3,03.
Per edats la població es repartia de la següent manera: un 27,1% tenia menys de 18 anys, un 7,5% entre 18 i 24, un 29,7% entre 25 i 44, un 20,6% de 45 a 60 i un 15,2% 65 anys o més.
L'edat mediana era de 36 anys. Per cada 100 dones de 18 o més anys hi havia 84,7 homes.
La renda mediana per habitatge era de 41.490 $ i la renda mediana per família de 49.844 $. Els homes tenien una renda mediana de 37.625 $ mentre que les dones 22.398 $. La renda per capita de la població era de 20.783 $. Aproximadament el 3,1% de les famílies i el 4% de la població estaven per davall del llindar de pobresa.

## Poblacions més properes
El següent diagrama mostra les poblacions més properes.